# Tagia ecuadori
Tagia ecuadori är en plattmaskart. Tagia ecuadori ingår i släktet Tagia och familjen Discocotylidae. Inga underarter finns listade i Catalogue of Life.